# Мераб Ґаґнідзе
Мера́б Ґаґні́дзе — композитор родом із Грузії.

## Біографія
Народився 1944 року в Тбілісі. Закінчив Тбіліську консерваторію по класу фортепіано й композиції — викладач Торадзе Давид Олександрович. Аспірантуру по композиції. З 1979 року постійно живе в Москві. Працював завідувачем музичної частини в Дитячому театрі в Москві, потім завідувачем музичної частини в театрі ім. Станіславського. Член Спілки композиторів з 14 червня 1978 року.
Регалії: — лауреат Всесоюзного конкурсу композиторів; — лауреат фестивалю «Золота осінь» за музику до спектаклю «Піноккіо»; — лауреат конкурсу «Перотті» у Парижу(2000 рік).
Його твори були обов'язковими у виконавських конкурсах в Італії, Росії, Франції. Концерти проходили в Італії, Югославія, Монголія, Ехені, Франція-Прованс, Кампер, Ризі, Німеччині, Об'єднаних Арабських Еміратах. Проходив фестиваль його музики у Швейцарії (Цуг, Білль). Постійний член журі щорічного міжнародного фестивалю сучасної музики «Московська осінь».
У творчому доробку:
- 54 симфонії,
- камерна і хорова музика,
- 22 фортепіанні сонати,

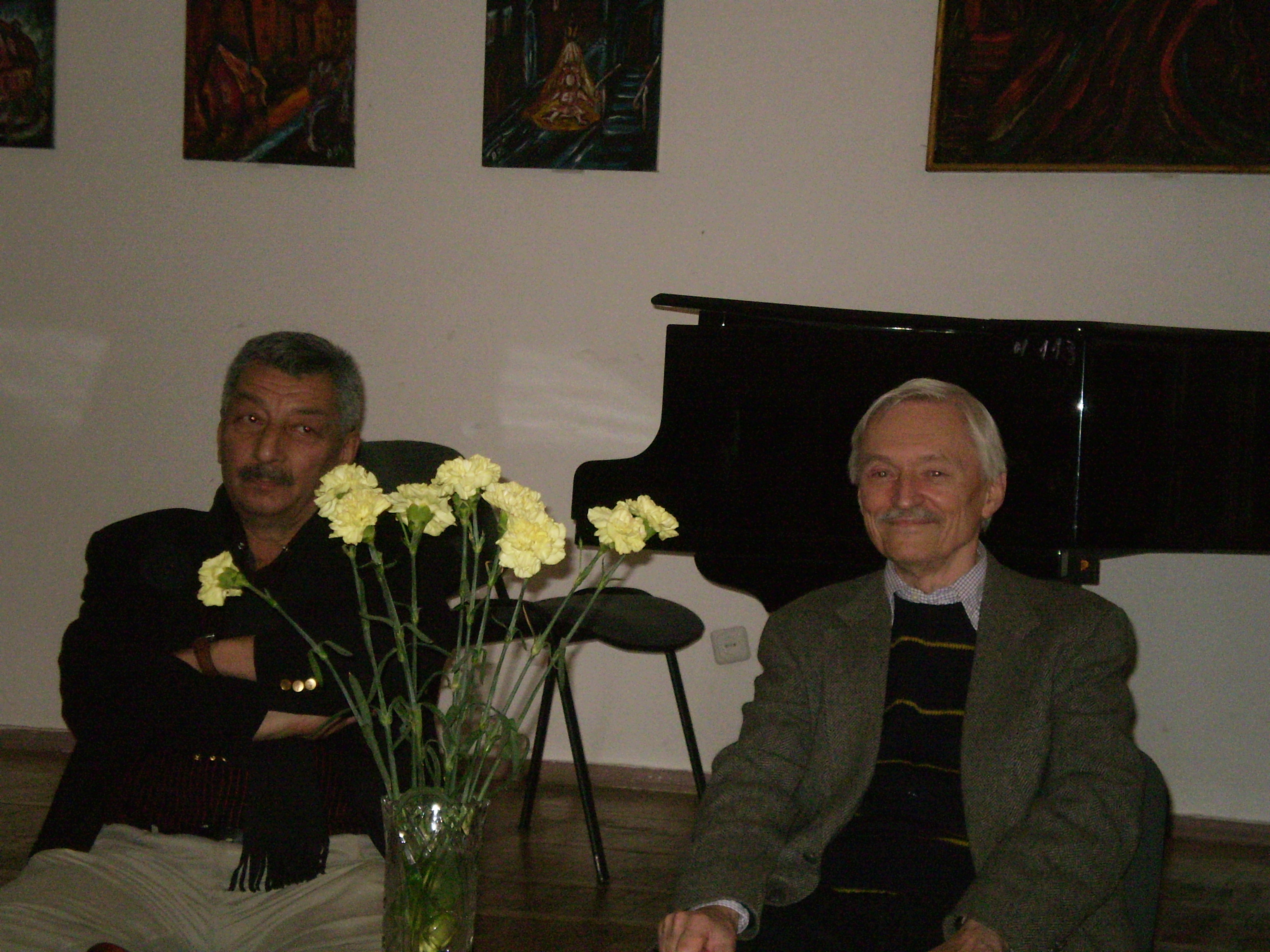
Мераб Ґаґнідзе (ліворуч) та Леонід Грабовський у київському відділенні НСКУ, 2008

- твори на євангельський текст — Страсті по Іоанну, Марку, Луки і Матфею,
- Створив жанр інструментальних ансамблів — Музика для всіх,
- 4 опери:
  - «Цезар»- по Шекспіру, італійською мовою;
  - «Король Лір» — по Шекспіру, староанглійською мові;
  - «Ромео й Джульєтта» — по Шекспіру, російською мовою ;
  - «Пісня пісень» — на біблійний текст, грузинською мовою.